# Ряховская, Мария Борисовна
Мария Борисовна Ряховская (род. 24 мая 1975, Москва, РСФСР, СССР) — российский писатель и журналист.

## Биография
Родилась 24 мая 1975 года в Москве, в семье писателя и сценариста Бориса Ряховского. Окончила Литературный институт имени А. М. Горького (мастерская прозы А. Е. Рекемчука).
Первый очерк Ряховской был опубликован в газете «Московский комсомолец» в 1990 году.
В 1993 году опубликовала в журнале «Юность» повесть «Записки бывшей курёхи», за которую получила премию журнала. С 1995 года является членом Союза писателей Москвы.
С 1994 по 2000 год делала передачи для радиожурнала «Поверх барьеров» на радио «Свобода». Работала в интернет-изданиях, корреспондентом и обозревателем в газете «Русский курьер».
Имеет полтора десятка публикаций в литературных журналах России и зарубежья. Повести, рассказы и очерки публиковались в «Новом мире», «Знамени», «Дружбе народов», «Вестнике Европы», «Просторе», «Урале», «Сельской молодежи», «Юности», «Октябре».
В 2013 году в издательстве «Центрполиграф» вышел роман «Записки одной курёхи», выросший из студенческой повести. Лев Аннинский писал о нём: «С новой властью, перестроившейся на либеральный лад, пришлось иметь дело следующему поколению, которое стало искать виноватых, и нашло: сначала Сталина, потом Ленина, каковых и обличило. И вот подросли их младшие братья-сёстры, лишь в детские и школьные годы заставшие советскую власть и получившие в наследство страну, сменившую и имя, и систему ценностей. Мария Ряховская — из этого поколения. Её роман — одна из первых серьёзных попыток осознать его приход. Советские реалии ещё пестрят в памяти, но уже не саднят и не завораживают».
В 2014 году в издательстве «Луч» вышла книга «Россия в отражениях» — сборник документальных повестей о Крыме, Сербии и Казахстане.

## Премии
- Лауреат премии журнала «Юность» за повесть «Записки бывшей курёхи» (1993).
- Лауреат премии Фонда имени В. П. Астафьева за цикл рассказов «Дура фартовая» (2012)[5][6].
- Лауреат Горьковской литературной премии за роман «Записки одной курёхи» (2013)[7][8].
- Лонг-лист премии «Ясная Поляна» в номинации «XXI век» (2013)[9].
- Лауреат всероссийской премии «Литературной газеты» «За верность Слову и Отечеству» за книгу документальных повестей «Россия в отражениях» (2014)[10][11].